# André Pirro
André Gabriel Edme Pirro, (Saint-Dizier (Alt Marne), 12 de febrer, 1869 - París, 11 de novembre, 1943), va ser un musicòleg i organista francès.

## Biografia
Va començar a aprendre l'orgue amb el seu pare, Jean Pirro. Després, va marxar a París, on va ser organista i mestre de cor al "Stanislas College". Va seguir com a oient lliure la classe d'orgue de César Franck després de Charles-Marie Widor i es va incorporar a l'obra editorial de la Schola Cantorum on va donar classes d'història de la música.
Va ser organista del Cavaillé-Coll de Saint-Jean-Baptiste de Belleville de 1900 a 1904.
Va defensar la seva tesi a la Sorbona: L'estètica de Bach, publicada a París el 1907, seguida el mateix any d'una tesi complementària: Descartes i la música (informe a Le Ménestrel, 1907).
Fou professor a la Sorbona (1912), després professor (1927) i professor titular (1930). Mentre que Romain Rolland i després Louis Laloy només eren responsables del curs d'història de la música, Pirro va ser el primer titular de la càtedra corresponent, fins a la seva jubilació el 1937.
És guardonat de l'Acadèmia de Belles Arts.
Entre els seus millors alumnes hi ha: Yvonne Rokseth, Vladimir Fedorov, Dragan Plamenac, Armand Machabey, Geneviève Thibault, Comtessa de Chambure, Marc Pincherle, Jacques Chailley, Eugénie Droz.
A través de la seva obra sempre ben documentada, ha renovat nombrosos temes relacionats amb la música dels segles XV i XVI, Johann Sebastian Bach i la música d'orgue. El seu llibre Les Clavecinistes es va fer autoritat en un moment en què es redescobria el clavicèmbal i els compositors d'aquest instrument.

## Escrits
- L'Orgue de Jean-Sébastien Bach (París, 1895) llegir en línia,
- 14 notices biographiques pour les Archives des maîtres de l'orgue de Guilmant (París, 1897-1910),
- Jehan Titelouze (1898) llegir en línia
- Jean-Sébastien Bach (París, 1906) llegir en línia,
- L'Esthétique de Jean-Sébastien Bach (París, 1907) llegir en línia,
- Descartes et la musique, (París 1907) llegir en línia,
- Dietrich Buxtehude (París, 1911) llegir en línia,
- Schütz (París, 1913),
- Jean-Sébastien Bach, auteur comique (Madrid, 1915),
- Les Clavecinistes: étude critique (Paris, 1924),
- La Musique à Paris sous le règne de Charles VI, 1380-1422 (Estrasburg, 1930),
- La Musique française du Moyen Âge à la Révolution (París, 1940),
- Histoire de la musique de la fin du xie siècle à la fin du xvie (París, 1940),

nombrosos articles en revistes franceses i estrangeres.